# Huairou
Huairou (Cinese Semplificato: 怀柔区; Cinese Tradizionale: 懷柔區; Pinyin: Huáiróu Qū) è un distretto situato alla periferia nordest di Pechino, in passato un’area suburbana remota (远郊区). Huairou confina a est con Miyun, a sud con il distretto di Shunyi, a ovest con Yanqing, a sudovest con il distretto di Changping, ed a nordovest con la provincia dello Hebei. Il distretto ha una superficie di 2.500 km quadri, ed una popolazione di 450.000 persone.
Il villaggio di Huairou è situato nella parte meridionale del distretto, e dista 50 km dal quartiere di Dongzhimen.
Il territorio su cui si estende il distretto durante il periodo dei regni combattenti era parte dei regni di Yan e di Yanbofang

## Geografia e clima
Noto come il “polmone di Pechino”, il distretto di Huairou è in massima parte montuoso e boscoso, oltre che ricco di risorse idriche. I monti si elevano gradualmente a Nord verso l'altopiano della Mongolia Interna, e costituiscono l'88% del territorio del distretto. Il distretto vanta ben 774 sorgenti. Notevole è la varietà della flora e della fauna del distretto. Huairou ha ben 508 diverse specie vegetali, la metà delle quali utilizzate per preparazioni della Medicina tradizionale cinese. Le specie animali sono 264. Data la sua importanza per la preservazione dell'ecosistema di Pechino, il distretto ha di recente rafforzato politiche volte alla tutela dell'ambiente ed alla preservazione della biodiversità, promuovendo l'agricoltura biologica.
Huairou gode di un clima continentale temperato. Le temperature possono essere sensibilmente più rigide che nella città di Pechino. Inoltre, vi è una certa variazione di temperatura tra le aree pianeggianti e le aree montuose del distretto. Gli inverni sono rigidi e ventosi, con poca neve. Nelle zone pianeggianti, la temperatura media annuale oscilla tra i 6 ed i 10 °C, mentre nelle zone montuose la temperatura di inverno può raggiungere i -25 °C. La media delle precipitazioni annue oscilla tra i 470 e gli 850 mm.

## Geografia antropica

### Suddivisioni amministrative
Attualmente il distretto è diviso in 7 città (镇), 14 comuni (乡) e 292 villaggi amministrativi (行政村). Questa è l'ultima suddivisione amministrativa, adottata nel 1990.
Il distretto di Huairou fu fondato nel 1368, durante la Dinastia Ming, nel primo anno dell'era Hongwu. L'estensione e la suddivisione amministrativa del distretto di Huairou hanno subito innumerevoli variazioni in epoca imperiale, durante il periodo Repubblicano, e dopo la fondazione della Repubblica Popolare Cinese.
Nel 1928 Huairou è accorpato alla provincia dello Hebei. Nel 1930 Huairou diventa sede del “Governo Autonomo Anti-comunista dello Hebei Orientale (Jidong)” (冀东防共自治政府), un governo-fantoccio controllato dai Giapponesi. Nel corso della Seconda guerra sino-giapponese e durante la Guerra civile cinese Huairou è fuso con altri distretti. Le forze comuniste acquisiscono il controllo del distretto il 6 dicembre 1948. Nell'ottobre del 1958 la giurisdizione del distretto passa dalla provincia dello Hebei alla Municipalità di Pechino.
Le maggiori figure della leadership locale furono in passato Wang Haiping (王海平), segretario del comitato di partito; Chi Weisheng (池维生) governatore del distretto; Wu Dezeng (吴德增), presidente dell'Assemblea Popolare del distretto, ed infine Wu Zhangang (武占刚), presidente della Conferenza Politico-Consultiva.

## Economia
L'economia del distretto è basata principalmente su tre settori industriali: produzione di ricambi automobilistici, stampa ed imballaggi, industria alimentare. Sono presenti anche l'industria dei materiali da costruzione, metallurgica e tessile. Lo sviluppo industriale di Huairou è abbastanza recente. Storicamente, l'industria è stata quasi del tutto assente dal distretto sia durante il periodo Repubblicano che nei primi anni della Repubblica Popolare Cinese. La situazione è cambiata durante gli anni '90, quando lo sviluppo economico del distretto ha registrato una notevole accelerazione. Nel 2004, il PIL del distretto era pari a 8.840.000.000 di Yuan Renminbi, ed il PIL pro-capite ha raggiunto i 23.132 Yuan Renminbi.
Al momento il distretto cerca di conciliare lo sviluppo del settore terziario, con la tutela ambientale e delle risorse naturali. Il commercio ed il settore terziario, poco sviluppati durante i periodi imperiali, Repubblicano e fino all'adozione della politica di riforma ed apertura (改革开放), stanno registrando una sensibile crescita. Questa è stata bilanciata da una riduzione dello sviluppo del settore agricolo e dell'allevamento (maiali, buoi e pecore). Attualmente le maggiori coltivazioni del distretto sono il mais, il frumento, il riso, il miglio ed il sorgo. Famosissime le castagne di Huairou, molto apprezzate dai Pechinesi.
Il distretto ospita l'Istituto dell'Accademia Cinese delle Scienze per la Gestione dei Quadri (中国科学院干部管理学院), e l'Istituto per la Tecnologia del Comando del Comitato per la Tecnica e l'Industria del Ministero della Difesa Nazionale (国防科工委指挥技术学院)

## Curiosità
- Nell'aprile del 1995, nel distretto di Huairou fu ritrovato il corpo senza vita dell'allora vicesindaco di Pechino, Wang Baosen, apparentemente suicida.
- Durante il periodo Repubblicano, e fino ai primissimi anni '50, nel distretto di Huairou si praticava l'allevamento dei cammelli, usati per il trasporto di carbone e merci.